# ريتشارد غرايسون (مؤرخ)
ريتشارد غرايسون (بالإنجليزية: Richard Grayson)‏ هو مؤرخ بريطاني، ولد في 18 أبريل 1969 في هيميل هيمبستيد ‏ في المملكة المتحدة.